# Maura Paparo
Maura Paparo (Inveruno, 21 febbraio 1967) è una ballerina e coreografa italiana.

## Biografia
Ha seguito gli studi sulla danza classica presso il 'Russian Ballet Society- Legat Sistem', in seguito ha espanso il suo bagaglio culturale seguendo vari corsi di danza moderna, modern jazz (con Brian e Garrison) e nella tap dance. Inoltre possiede conoscenze basilari sull'impostazione della voce.
- Nel 1987 vince il concorso 'Trofeo Stefania Rotolo' per aspiranti showgirls con contratto per spettacoli estivi vicino a cantanti ed artisti italiani.
- Nel 1988 lavora in teatro con il balletto 'Sherazade' con coreografie di François Haroux.
- Nel 1988 lavora come ballerina nel programma televisivo 'Tiramisù' con Brian & Garrison su Rai Uno, partecipa al programma 'Televiggiù' con Sabina Stilo e Gianfranco D'Angelo.
- Nel 1990/91 'Teatro Bagaglino'  coreografie di Orlando Ramirez.
- Nel 1994/95/96 Ballerina e coreografa del tour mondiale del gruppo dance inglese 'Cappella'.
- Nel 1997 "Canzoni sotto l'albero" (prima ballerina).
- Nel 1999 "La sai l'ultima?" (ballerina e coreografa) e "La vedova allegra".
- Dal 1999/02 "Buona Domenica" , "I ragazzi irresistibili", "Un disco per l'estate".
- Nel 2000/02 prepara le coreografie per la tournée estiva 'Coca Cola enjoy',  'Moda Mare Taormina',  'Miss Universo'.
- Dal 1990 dirige e insegna nel 'Centro Danza' di Magenta (Mi).
- Coreografa ad Amici di Maria De Filippi dalla prima all'ottava edizione.
- Nel 2017 lavora su Discovery Real Time nel programma Piccoli giganti.

## Amici
Ha insegnato nella scuola di Amici di Maria De Filippi dalla prima all'ottava edizione, finché nella prima puntata della nona serie, andata in onda il 26 settembre 2009 ha dichiarato di essere incinta e sarebbe stata sostituita da un nuovo docente.